# Ren Xiujuan
Ren Xiujuan, född 14 september 1974, är en friidrottare från Kina. Hon deltog vid olympiska sommarspelen 1996 och olympiska sommarspelen 2000.